# Guido Pedroni
Guido Pedroni (21. srpen 1883, Milán, Italské království – 6. únor 1964, Milán, Itálie) byl italský fotbalový útočník.

## Kariéra
Čtyři roky hrál za Milán a v ročníku 1906 se stal nejlepším střelcem Italské ligy a také s týmem získal titul. Po vítězném ročníku ukončil kariéru a začal se věnovat podnikání.

## Hráčské úspěchy

### Klubové
- 1× vítěz italské ligy (1906)

### Individuální
- 1x nejlepší střelec v lize (1906)